# Međuopćinska nogometna liga Brčko – Zapad 1989./90.
Međuopćinska nogometna liga Brčko - skupina Zapad je bila liga jedna od dvije međuopćinske lige "Međuopćinskog nogometnog saveza Brčko" i liga sedmog stupnja nogometnog prvenstva Jugoslavije u sezoni 1989./90. 
 
Sudjelovalo je 12 klubova, a prvak je bio klub "Zadrugar" iz Skugrića Gornjeg. 

## Ljestvica
| mj. | klub                    | ut. | pob. | ner.  | por. | gol+ | gol- | bod |
| --- | ----------------------- | --- | ---- | ----- | ---- | ---- | ---- | --- |
| 1.  | Zadrugar Skugrić Gornji | 22  |      |       |      | 62   | 26   | 31  |
| 2.  | Mladost Domaljevac      | 22  | 15   | 1 (1) | 6    | 61   | 24   | 30  |
| 3.  | 25. Maj Biberovo Polje  | 22  |      |       |      | 49   | 47   | 25  |
| 4.  | Jedinstvo Vučkovci      | 22  |      |       |      | 39   | 33   | 22  |
| 5.  | Korpar Grebnice         | 22  |      |       |      | 34   | 29   | 21  |
| 6.  | Sloga Tursinovac        | 22  |      |       |      | 54   | 38   | 20  |
| 7.  | Mladost Tišina          | 22  |      |       |      | 54   | 43   | 19  |
| 8.  | Zasavica                | 22  |      |       |      | 50   | 58   | 19  |
| 9.  | Dubrave                 | 22  |      |       |      | 41   | 70   | 17  |
| 10. | Mladost Gorice          | 22  |      |       |      | 22   | 41   | 15  |
| 11. | Posavina Ulice          | 22  |      |       |      | 33   | 56   | 13  |
| 12. | Crvena zvijezda Gajevi  | 22  |      |       |      | 23   | 59   | 7   |

- Tursinovac - mjesna zajednica naselja Tišina
- U slučaju neriješenog rezultata se izvodilo raspucavanje jedanaesterca te bi pobjednik dobio 1 bod, a poraženi u raspucavanju bi ostao bez bodova

## Rezultatska križaljka
| kratica | klub                    | 25MAJ | CRVZ | DUB | JED | KOR | MLAD | MLAG | MLAT | POS | SLO | ZAD | ZAS |
| --- | ----------------------- | ----- | ---- | --- | --- | --- | ---- | ---- | ---- | --- | --- | --- | --- |
| 25MAJ | 25. Maj Biberovo Polje  |       |      |     |     |     |      |      |      |     |     |     |     |
| CRVZ | Crvena zvijezda Gajevi  |       |      |     |     |     |      |      |      |     |     |     |     |
| DUB | Dubrave                 |       |      |     |     |     |      |      |      |     |     |     |     |
| JED | Jedinstvo Vučkovci      |       |      |     |     |     |      |      |      |     |     |     |     |
| KOR | Korpar Grebnice         |       |      |     |     |     |      |      |      |     |     |     |     |
| MLAD | Mladost Domaljevac      |       |      |     |     |     |      |      |      |     |     |     |     |
| MLAG | Mladost Gorice          |       |      |     |     |     |      |      |      |     |     |     |     |
| MLAT | Mladost Tišina          |       |      |     |     |     |      |      |      |     |     |     |     |
| POS | Posavina Ulice          |       |      |     |     |     |      |      |      |     |     |     |     |
| SLO | Sloga Tursinovac        |       |      |     |     |     |      |      |      |     |     |     |     |
| ZAD | Zadrugar Skugrić Gornji |       |      |     |     |     |      |      |      |     |     |     |     |
| ZAS | Zasavica                |       |      |     |     |     |      |      |      |     |     |     |     |
| |                         |       |      |     |     |     |      |      |      |     |     |     |     |
| podebljan rezultat - utakmice od 1. do 11. kola (1. utakmica između klubova) rezultat normalne debljine - utakmice od 12. do 22. kola (2. utakmica između klubova) rezultat nakošen - nije vidljiv redoslijed odigravanja međusobnih utakmica iz dostupnih izvora rezultat nakošen i smanjen * - iz dostupnih izvora nije uočljiv domaćin susreta prekrižen rezultat - poništena ili brisana utakmica p - utakmica prekinuta 3:0 p.f. / 0:3 p.f. - rezultat 3:0 bez borbe n.i. - nije igrano (_:_ 11 m) - rezultat u raspucavanju jedanaesteraca u slučaju neriješenog rezultata |                         |       |      |     |     |     |      |      |      |     |     |     |     |

 Izvori: 

## Unutrašnje poveznice
- Zonska liga Brčko 1989./90.
- Posavsko-podmajevička grupna liga 1989./90.